# Élections à l'Assemblée de Madrid de 2021
Les élections à l'Assemblée de Madrid de 2021 (en espagnol : elecciones a la Asamblea de Madrid de 2021) se tiennent le 4 mai 2021, afin d'élire les 136 députés de la XIIe législature de l'Assemblée, pour un mandat de deux ans.
Le scrutin est convoqué par la présidente de la communauté de Madrid Isabel Díaz Ayuso après qu'elle a rompu sa coalition minoritaire en dénonçant le risque d'une motion de censure à son encontre.
La journée électorale est marquée par une très forte hausse de la participation électorale et une nette victoire du Parti populaire, qui rate de peu la majorité absolue en absorbant l'intégralité des députés du parti Ciudadanos, éjecté de l'Assemblée. Le Parti socialiste, première force d'opposition depuis 1995, est supplanté en voix par Más Madrid.
Le secrétaire général de Podemos Pablo Iglesias se retire de la vie politique à la suite des élections, tandis que le secrétaire général régional du Parti socialiste José Manuel Franco remet sa démission et que le chef de file socialiste Ángel Gabilondo renonce à siéger dans la future législature. Six semaines après la tenue du scrutin, Isabel Díaz Ayuso est réélue présidente par l'Assemblée, avec le soutien de Vox, et forme un gouvernement minoritaire.

## Contexte

### Alliance entre le PP, Ciudadanos et Vox
À la suite des élections parlementaires du 25 mai 2019, le Parti populaire (PP) — au pouvoir depuis 1995 — d'Isabel Díaz Ayuso conclut le 8 juillet un accord pour former un gouvernement de coalition minoritaire avec le parti libéral Ciudadanos (Cs) d'Ignacio Aguado, prévoyant notamment un exécutif comprenant six membres de Cs — dont Ignacio Aguado comme vice-président —, sept membres du PP et Isabel Díaz Ayuso occupant la présidence de la communauté autonome. Trois semaines plus tard, Ciudadanos accepte verbalement les exigences du parti d'extrême droite Vox de Rocío Monasterio, dont les députés sont indispensables pour disposer de la majorité absolue. Le 14 août, Isabel Díaz Ayuso reçoit l'investiture de l'Assemblée de Madrid par 68 voix pour et 64 contre, issues du Parti socialiste ouvrier espagnol (PSOE), de Más Madrid (MM) et de Podemos.

### Dissolution inattendue
Isabel Díaz Ayuso annonce le 10 mars 2021 qu'elle prononce la dissolution de l'Assemblée et convoque des élections anticipées le 4 mai suivant. Elle explique avoir pris cette décision en raison de l'accord de coalition dévoilé le matin même entre le Parti socialiste et Ciudadanos dans la région de Murcie — où gouvernait depuis 2019 un gouvernement minoritaire PP-Cs avec le soutien sans participation de Vox — et dont elle souhaite éviter la réplique dans la communauté de Madrid. En parallèle, elle relève de leurs fonctions les six membres de son gouvernement issus de Ciudadanos après qu'Ignacio Aguado a dénoncé la convocation des élections.
En réaction, le PSOE et Más Madrid annoncent chacun le dépôt d'une motion de censure — postulant comme candidats à la présidence Ángel Gabilondo et Mónica García — dans le but de bloquer la dissolution du parlement territorial, puisque le statut d'autonomie interdit de convoquer des élections anticipées quand une telle motion est à l'étude ; les motions sont accueillies favorablement par le bureau de l'Assemblée dans la journée, grâce au soutien des députés de Ciudadanos. Finalement le 11 mars, le bureau accepte d'appliquer le décret de dissolution mais dépose un recours pour le contester devant la justice administrative. Le référé suspension déposé par les administrateurs parlementaires est cependant repoussé le 14 mars par le tribunal supérieur de justice, qui estime que « le pouvoir de dissolution se trouve effectivement exercé dès lors que le décret correspondant est signé, sans préjudice du déploiement de l'efficacité juridique de la convocation du scrutin une fois ledit décret publié au Journal officiel » ; bien qu'il ne se prononcent pas de jure sur le fond, les juges de la chambre du contentieux administratif répondent de facto aux arguments invoqués, laissant peu de doute sur la tenue du scrutin.

## Mode de scrutin

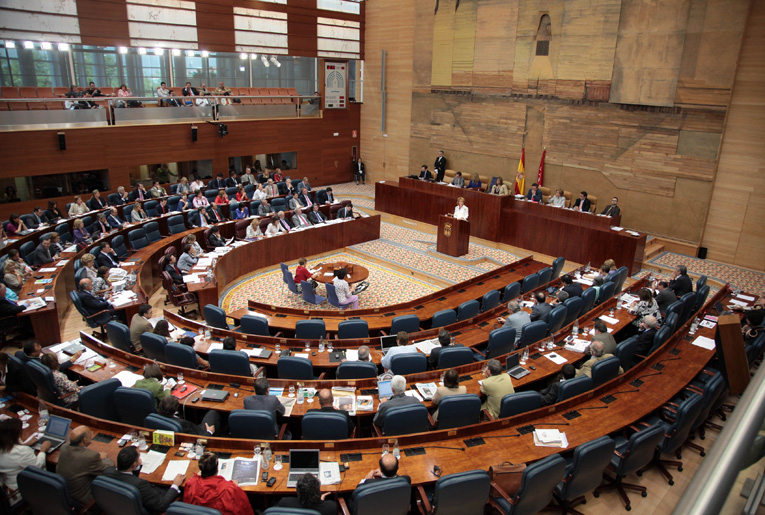
Hémicycle de l'Assemblée.

L'Assemblée de Madrid (Asamblea de Madrid) est une assemblée parlementaire monocamérale constituée de députés (diputados) en nombre variable, élus pour une législature de quatre ans au suffrage universel direct selon les règles du scrutin proportionnel D'Hondt par l'ensemble des personnes résidant dans la communauté autonome où résidant momentanément à l'extérieur de celle-ci, si elles en font la demande.

### Convocation du scrutin
Conformément à l'article 10 du statut d'autonomie de la communauté de Madrid, l'Assemblée est élue pour un mandat de quatre ans. En cas de dissolution anticipée, l'Assemblée nouvellement élue achève la législature commencée par l'Assemblée dissoute. L'article 8 de la loi électorale madrilène du 16 décembre 1986 précise que les élections sont convoquées par le président de la communauté de Madrid au moyen d'un décret publié le cinquante-quatrième jour précédant la date retenue pour les élections.

### Nombre de députés
L'article 10 du statut d'autonomie prévoit que l'Assemblée comptera « un député pour 50 000 habitants ou fraction supérieure à 25 000, conformément aux données du recensement le plus récent », et que le territoire de la communauté autonome forme une circonscription unique.
Le décret de convocation des élections, publié le 11 mars 2021, dispose que l'Assemblée sera composée de 136 députés.

### Présentation des candidatures
Peuvent présenter des candidatures, : 
- les partis ou fédérations politiques enregistrées auprès du registre des associations politiques du ministère de l'Intérieur ;
- les coalitions électorales de ces mêmes partis ou fédérations dûment constituées et inscrites auprès de la commission électorale au plus tard 15 jours après la convocation du scrutin ;
- et les électeurs de la circonscription, s'ils représentent au moins 0,5 % des inscrits.

### Répartition des sièges
Seules les listes ayant recueilli au moins 5 % des suffrages valides dans la circonscription peuvent participer à la répartition des sièges à pourvoir dans cette même circonscription, qui s'organise en suivant différentes étapes : 
- les listes sont classées en une colonne par ordre décroissant du nombre de suffrages obtenus ;
- les suffrages de chaque liste sont divisés par 1, 2, 3... jusqu'au nombre de députés à élire afin de former un tableau ;
- les mandats sont attribués selon l'ordre décroissant des quotients ainsi obtenus[15],[16],[17].

Lorsque deux listes obtiennent un même quotient, le siège est attribué à celle qui a le plus grand nombre total de voix ; lorsque deux candidatures ont exactement le même nombre total de voix, l'égalité est résolue par tirage au sort et les suivantes de manière alternative.

## Campagne
Isabel Diaz Ayuso mène une campagne jugée[Par qui ?] à la lisière de l'extreme droite. Sous le slogan « communisme ou liberté », elle défend en particulier l'ouverture des bars et restaurants dans un contexte de crise sanitaire provoquée par la pandémie de Covid-19, s'opposant aux mesures restrictives souhaitées par le gouvernement. Elle s'engage également à réduire l’imposition des riches. Elle refuse tout cordon sanitaire autour du parti d'extrême droite Vox, n'excluant pas non plus l'hypothèse de faire entrer des membres de ce parti au sein de l’exécutif madrilène si le PP n'obtenait pas à lui seul une majorité.

### Principaux partis
| Force politique | Force politique                                                          | Force politique | Idéologie                                                                       | Chef de file                   | Résultat en 2019           |
| --------------- | ------------------------------------------------------------------------ | --------------- | ------------------------------------------------------------------------------- | ------------------------------ | -------------------------- |
|                 | Parti socialiste ouvrier espagnol (es) Partido Socialista Obrero Español | PSOE            | Centre gauche Social-démocratie, progressisme, régionalisme                     | Ángel Gabilondo                | 27,3 % des voix 37 députés |
|                 | Parti populaire (es) Partido Popular                                     | PP              | Centre droit à droite Libéral-conservatisme, démocratie chrétienne              | Isabel Díaz Ayuso (Présidente) | 22,2 % des voix 30 députés |
|                 | Ciudadanos (fr) Citoyens                                                 | Cs              | Centre droit à droite Libéralisme, réformisme, unionisme                        | Edmundo Bal (es)               | 19,4 % des voix 26 députés |
|                 | Más Madrid (fr) Plus de Madrid                                           | MM              | Gauche Progressisme, écologisme, féminisme                                      | Mónica García                  | 14,7 % des voix 20 députés |
|                 | Vox                                                                      | Vox             | Droite radicale à extrême droite Néo-franquisme, centralisme, ultranationalisme | Rocío Monasterio               | 8,9 % des voix 12 député   |
|                 | Unidas Podemos (fr) Unies, nous pouvons                                  | UP              | Gauche à extrême gauche Progressisme, socialisme démocratique, antimondialisme  | Pablo Iglesias                 | 5,6 % des voix 7 députés   |

### Sondages
Pour des raisons techniques, il est temporairement impossible d'afficher le graphique qui aurait dû être présenté ici.

| Institut                        | Date                         | PSOE | PP   | Cs   | Vox  | MM   | Pod  | Autres |
| ------------------------------- | ---------------------------- | ---- | ---- | ---- | ---- | ---- | ---- | ------ |
| Institut                        | Date                         |      |      |      |      |      |      |        |
| Metroscopia/El País             | 20-26 avril 2021             | 19,7 | 41,3 | 3,0  | 9,4  | 17,6 | 7,8  | 1,2    |
| Sigma Dos/El Mundo              | 12-15 avril 2021             | 21,1 | 40,9 | 4,5  | 9,4  | 14,9 | 8,1  | 1,1    |
| Celeste-Tel/Onda Cero           | 13 avril 2021                | 25,2 | 41,7 | 4,5  | 8,2  | 12,5 | 7,2  | 0,7    |
| NC Report/La Razón              | 14-27 mars 2021              | 26,0 | 40,1 | 5,1  | 9,1  | 9,5  | 9,2  | 1,0    |
| Hamalgama Métrica/OKDiario      | 16-17 mars 2021              | 27,1 | 39,1 | 5,3  | 10,5 | 10,3 | 7,0  | 0,7    |
| DYM/20 minutos                  | 15-17 mars 2021              | 23,2 | 36,5 | 6,2  | 10,8 | 13,1 | 8,7  | 1,5    |
| SocioMétrica/El Español         | 16 mars 2021                 | 21,8 | 36,2 | 5,5  | 12,3 | 11,3 | 11,0 | 1,9    |
| GAD3/Telecinco                  | 15-16 mars 2021              | 24,8 | 42,1 | 1,9  | 7,9  | 9,2  | 10,9 | 3,2    |
| SyM Consulting                  | 15 mars 2021                 | 22,5 | 36,0 | 2,4  | 16,7 | 11,0 | 9,6  | 1,8    |
| NC Report/La Razón              | 10-13 mars 2021              | 27,6 | 33,2 | 6,3  | 13,7 | 12,8 | 5,2  | 1,2    |
| GAD3/ABC                        | 10-12 mars 2021              | 27,8 | 39,6 | 3,1  | 10,5 | 11,1 | 5,1  | 2,8    |
| Demoscopia y Servicios/ESdiario | 11 mars 2021                 | 28,2 | 31,3 | 5,8  | 15,2 | 12,5 | 5,5  | 1,5    |
| Metroscopia/El Confidencial     | 10-11 mars 2021              | 28,4 | 41,0 | 4,0  | 9,3  | 11,0 | 4,9  | 1,4    |
| SyM Consulting                  | 10 mars 2021                 | 25,5 | 28,8 | 5,3  | 21,7 | 11,3 | 5,2  | 2,2    |
| Hamalgama Métrica/OKDiario      | 10 mars 2021                 | 26,7 | 29,9 | 9,0  | 15,6 | 11,9 | 5,2  | 1,7    |
| SocioMétrica/El Español         | 15-17 octobre 2020           | 25,9 | 26,8 | 12,3 | 14,8 | 13,1 | 5,2  | 1,9    |
| Hamalgama Métrica/OKDiario      | 9-12 octobre 2020            | 26,5 | 32,8 | 10,3 | 10,2 | 12,4 | 5,6  | 2,2    |
| NC Report/La Razón              | 5-10 octobre 2020            | 26,9 | 33,1 | 12,3 | 8,7  | 12,1 | 5,4  | 1,5    |
| DYM/20 minutos                  | 5-7 octobre 2020             | 28,5 | 24,3 | 13,9 | 12,7 | 14,0 | 5,1  | 1,5    |
| SyM Consulting                  | 2-4 octobre 2020             | 25,0 | 27,7 | 9,1  | 16,2 | 14,2 | 5,8  | 2,0    |
| NC Report/La Razón              | 8-12 septembre 2020          | 27,4 | 28,4 | 14,0 | 9,4  | 13,0 | 5,9  | 1,9    |
| Sigma Dos/Telemadrid            | 19-22 juin 2020              | 29,5 | 31,9 | 10,8 | 8,4  | 10,3 | 7,8  | 1,3    |
| Hamalgama Métrica/OKDiario      | 8-11 mai 2020                | 27,4 | 29,9 | 13,9 | 9,8  | 10,8 | 6,6  | 1,6    |
| GAD3/ABC                        | 24-29 avril 2020             | 27,9 | 41,1 | 7,6  | 7,7  | 6,6  | 6,4  | 2,7    |
| SyM Consulting                  | 20-23 avril 2020             | 24,7 | 27,3 | 12,3 | 14,9 | 8,9  | 10,0 | 1,9    |
| Celeste-Te                      | 22-26 jul. 2019              | 28,3 | 23,7 | 20,1 | 7,6  | 14,1 | 4,8  | 1,4    |
| NC Report/La Razón              | 9-13 jul. 2019               | 27,8 | 26,0 | 17,7 | 7,1  | 14,2 | 5,1  | 2,1    |
| Élections régionales de 2019    | Élections régionales de 2019 | 27,3 | 22,2 | 19,4 | 8,9  | 14,7 | 5,6  | 1,9    |

## Résultats

### Participation
| Taux de participation | En 2019 | En 2021 | Différence |
| --------------------- | ------- | ------- | ---------- |
| à 13 heures           | 26,18 % | 28,44 % | 2,26       |
| à 19 heures           | 58,13 % | 69,27 % | 11,14      |
| à 20 heures           | 64,27 % | 71,74 % | 7,47       |

### Voix et sièges
|                          |                                                         |           |       |       |        |               |
| Partis                   | Partis                                                  | Voix      | %     | +/−   | Sièges | +/−           |
|                          | Parti populaire (PP)                                    | 1 631 608 | 44,76 | 22,53 | 65     | 35            |
|                          | Más Madrid (MM)                                         | 619 215   | 16,99 | 2,3   | 24     | 4             |
|                          | Parti socialiste ouvrier espagnol (PSOE)                | 612 622   | 16,80 | 10,51 | 24     | 13            |
|                          | Vox                                                     | 333 403   | 9,15  | 0,27  | 13     | 1             |
|                          | Unidas Podemos (UP)                                     | 263 871   | 7,24  | 1,64  | 10     | 3             |
|                          | Ciudadanos (Cs)                                         | 130 237   | 3,57  | 15,89 | 0      | 26            |
|                          | Parti animaliste contre la maltraitance animale (PACMA) | 15 692    | 0,43  | 0,33  | 0      | en stagnation |
|                          | Autres                                                  | 19 642    | 0,54  | -     | 0      | en stagnation |
|                          | Votes blancs                                            | 19 269    | 0,53  | 0,07  |        |               |
|                          |                                                         |           |       |       |        |               |
| Votes valides            | Votes valides                                           | 3 645 559 | 99,39 |       |        |               |
| Votes nuls               | Votes nuls                                              | 22 247    | 0,61  |       |        |               |
| Total                    | Total                                                   | 3 667 806 | 100   | -     | 136    | 4             |
| Abstentions              | Abstentions                                             | 1 445 007 | 28,26 |       |        |               |
| Inscrits / participation | Inscrits / participation                                | 5 112 813 | 71,74 |       |        |               |

### Analyse
Le scrutin, marqué par une forte hausse de la participation électorale, renforce le virage à droite de la communauté de Madrid grâce à la large victoire du Parti populaire de la présidente sortante Isabel Díaz Ayuso, dont le nombre total de députés double et est désormais supérieur à l'ensemble des sièges remportés par les partis de gauche, notamment grâce à l'effondrement de Ciudadanos dont l'intégralité des sièges revient au Parti populaire. Dans l'ensemble, le bloc de droite compte vingt députés d'avance, cinq fois plus qu'aux élections de 2019. La baisse de l'abstention ne renforce pas l'opposition, le Parti socialiste ouvrier espagnol enregistrant un important recul et le pire résultat de son histoire régionale, deux mois et demi après avoir remporté les élections en Catalogne, tandis que la progression de Más Madrid — qui surpasse le PSOE de 4 000 voix — et d'Unidas Podemos, qui augmentent de deux points chacun, ne compense que partiellement le reflux des socialistes.
Au niveau local, le Parti populaire s'impose dans la quasi-totalité de la communauté de Madrid en absorbant l'immense majorité des électeurs de Ciudadanos et en raison d'un déplacement électoral de la gauche vers la droite. Dans la banlieue et les districts sud de la capitale, fiefs de la gauche, le PP l'emporte sur le PSOE, qui perd un tiers de ses voix en deux ans. Dans les quartiers où se concentrent les 20 % des Madrilènes les moins riches, les partis de droite progressent et frôlent les 50 % des suffrages, et dans ceux où vivent les 5 % les plus aisés, le rapport est de un à six en leur faveur. La sensible amélioration de la participation ne profite pas aux partis de gauche, puisque dans le sud de Madrid, la participation monte de dix points et la droite y engrange sept points supplémentaires.

### Réactions et conséquences
Le scrutin est une victoire pour le Parti populaire de la communauté de Madrid (PPCM) qui double sa représentation à l'Assemblée. Dès le soir du scrutin, sa cheffe de file Isabel Díaz Ayuso, figure montante de la droite, déclare devant une foule rassemblée devant le siège madrilène du parti que la population va « retrouver la fierté [...] l'unité et la liberté dont l'Espagne a besoin » avant d'affirmer que le gouvernement national du socialiste Pedro Sánchez n'en a plus pour longtemps. Le président du Parti populaire Pablo Casado qualifie lui les résultats de « motion de censure démocratique ». Bien que ne disposant pas à lui seul de la majorité absolue, le PPCM bénéficie du soutien du parti Vox, qui l'assure dans la soirée pouvoir compter sur ses voix.
Devant la défaite de son parti et de la gauche en général, le secrétaire général de Podemos, Pablo Iglesias, annonce démissionner de toutes ses responsabilités et quitter la vie politique. À la tête du parti depuis 2014, Iglesias avait quitté son poste de vice-président du gouvernement Sánchez II pour s'investir dans la campagne électorale madrilène. Il justifie son départ par le désir de ne pas faire obstacle à la rénovation de la direction de Podemos, dont il se sent devenu un poids en raison de son image de « bouc émissaire » mobilisant l'électorat contre lui et l’empêchant de rassembler,. Deux jours après la tenue du scrutin, le secrétaire général régional du Parti socialiste José Manuel Franco renonce à ses fonctions, au profit d'une direction provisoire. Quelques heures plus tard, Ángel Gabilondo fait savoir qu'il renonce à prendre possession de son mandat de parlementaire.
Lors de la séance d'installation de la XIIe législature, le 8 juin, la députée (PP) Eugenia Carballedo est élue présidente de l'Assemblée par 78 voix favorables, obtenant le soutien du Parti populaire et de Vox. Une semaine plus tard, après avoir consulté les cinq groupes parlementaires, Eugenia Carballedo propose la candidature d'Isabel Díaz Ayuso à la présidence de la communauté autonome et convoque le débat d'investiture les 17 et 18 juin.
Isabel Díaz Ayuso reçoit la confiance de l'Assemblée le 18 juin avec 77 voix pour et 57 contre, les 12 députés de Vox s'étant joints aux 65 du PP pour voter en sa faveur. Elle forme son gouvernement de neuf membres, dont six sortants reconduits, trois jours plus tard.